# Write-Only-Memory
Das Write-Only-Memory (abgekürzt: WOM, deutsch: Nur-Schreib-Speicher) ist das scherzhafte Antonym zum Read-only-Memory. Das Write-Only-Memory ist ein WORN-Gerät (write once read never, vergleiche WORM).

## Ursprung
Anfang der 1970er Jahre erstellte ein Ingenieur bei Signetics, frustriert von langwierigen Freigabeprozeduren ohne tatsächlich stattfindende Prüfungen, die Spezifikation eines Write-Only-Memory-Bausteins. Diese wurde tatsächlich freigegeben und wurde in den Katalog für neue Produkte aufgenommen. Nachdem erste Anfragen für Preis und Verfügbarkeit eintrafen, wurden die Manager bei Signetics aufmerksam und versuchten, die schon verteilten Kataloge durch neugedruckte zu ersetzen. Auf den Scherz aufmerksam geworden, behielten aber viele Kunden ihren Katalog.
1974 veröffentlichte Signetics daraufhin im Electronics Magazine als Aprilscherz ein zweiseitiges farbiges Datenblatt des Signetics’ Model 25120 „fully-encoded, 9046 x N Random Access, Write Only Memory“. In diesem Datenblatt wurden die üblichen Angaben durch Verballhornung, Über- oder Untertreibung auf die Schippe genommen oder unsinnigen Angaben in die in einem Datenblatt übliche Form gegeben, so dass sie auf den ersten Blick plausibel erscheinen.

## Nutzen
Ein Write-Only-Memory erfüllt nur in sehr speziellen Fällen einen praktischen Nutzen. Es gibt nur sehr wenige praktische Anwendungen, die dem Sinn nach ein Write-Only-Memory sind und bei denen dessen Funktionalität gefragt ist.
- Gibt ein Programm einen Datenstrom heraus, der aber von keinem Interesse ist (z. B. wenn automatisch Fehlermeldungen ausgegeben werden, diese aber (aus welchen Gründen auch immer) von keinem Interesse sind), so können diese auf ein Write-Only-Memory umgeleitet werden. Dort werden dann die Meldungen zwar hineingeschrieben, auszulesen braucht diese jedoch niemand mehr. /dev/null ist sinngemäß ein solches Write-Only-Memory. Der Netzwerkdienst Discard stellt ein Write-Only-Memory für ein Rechnernetz dar.